# Kairouan
Kairouan (القيروان Qeirwānⓘ, còn gọi là al-Qayrawan), còn được gọi là Kirwan hoặc al-Qayrawan, là thủ phủ vùng thủ hiến Kairouan của Tunisia. Được coi là Thủ đô Văn hoá Hồi giáo, Kairouan là một di sản văn hoá thế giới được UNESCO công nhận. Thành phố được người Ả Rập thành lập năm 670. Dưới triều đại Khalifah Muawiyah I trị vì (661-680), đây trở thành trung tâm nghiên cứu Hồi giáo và kinh Koran quan trọng, do đó thu hút rất nhiều người Hồi giáo đến từ nhiều nơi trên thế giới, bên cạnh các thánh địa Mecca và Medina. Thánh đường Uqba linh thiêng cũng tọa lạc trong thành phố.
Năm 2003, thành phố có khoảng 150.000 dân.